# Canton d'Ugine
Le canton d'Ugine est une circonscription électorale française située dans le département de la Savoie et la région Auvergne-Rhône-Alpes.

## Géographie
Le canton d'Ugine se situe au nord-est du département de la Savoie, limitrophe du département de la Haute-Savoie au nord et proche de l'Italie à l'est.
Il s'agit d'un canton de moyenne et de haute montagne majoritairement rural. Il regroupe notamment le val d'Arly et l’ensemble du massif du Beaufortain, où sont situées ses deux principales communes : Ugine dans le val d'Arly et Beaufort dans le Beaufortain.

## Histoire
Le canton d'Ugine a été créé en 1860, au lendemain de l'annexion de la Savoie à la France. À l'origine, les communes de Marthod, Ugine, Héry (unie à Ugine en 1971) et Cohennoz appartiennent à la province de la Savoie dite « Savoie Propre ». En revanche, Flumet, Crest-Voland, Notre-Dame-de-Bellecombe, Saint-Nicolas-la-Chapelle et La Giettaz dépendent du Faucigny, correspondant à la vallée de l'Arve, et dont la capitale est Bonneville. Lors de la création des départements de la Savoie et de la Haute-Savoie en 1860, le Faucigny est intégré à la Haute-Savoie. Toutefois les cinq communes faucigneranes sont unies à la Savoie et relève du canton d'Ugine.
Dans le cadre du redécoupage cantonal de 2014, le canton d'Ugine s'agrandit en fusionnant avec le canton de Beaufort-sur-Doron voisin au nord, ainsi qu'avec une partie du canton d'Albertville-Nord au sud. Le nouveau canton remplace définitivement précédents à compter des élections départementales de 2015.

## Représentation

### Conseillers généraux (1861-2015)
| Période                                  | Période                   | Identité                           | Étiquette                | Qualité |
| ---------------------------------------- | ------------------------- | ---------------------------------- | ------------------------ | --- |
| 1861                                     | 1867                      | Isidore Berthet                    | Républicain              | Notaire et maire d'Ugine |
| 1867                                     | 1871                      | Constant Martin                    |                          | Notaire à Albertville |
| 1871                                     | 1889                      | Isidore Berthet                    | Républicain              | Notaire et maire d'Ugine |
| 1889                                     | 1896 (décès)              | Louis Berthet (neveu du précédent) | Républicain              | Médecin à Albertville, député (juin à décembre 1896) |
| 1897                                     | 1919                      | Auguste Proust                     | Républicain Progressiste | Notaire Maire d'Ugine (1896-1908) Député (1901-1906) |
| 1919                                     | 1941 (démission d'office) | André Pringolliet                  | USR-SFIO                 | - Négociant, agriculteur - Député (1932-1940) - Maire d'Ugine (1908-1941, 1944-1945 et 1947-1959), conseiller d'arrondissement Révoqué par le Gouvernement de Vichy |
|                                          |                           |                                    |                          | |
| 1942                                     | 1945                      | Léon Écoffet                       |                          | Maire d'Ugine (1941-1944) Nommé conseiller départemental en 1942 |
|                                          |                           |                                    |                          | |
| 1945                                     | 1964                      | Jules Bianco (1895-1986)           | Rad.                     | - Négociant en vins - Maire d'Ugine (1959-1971) - Président du conseil général (1956-1964)                                                                          |
| 1964                                     | 1993 (décès)              | Jean-Marie Meunier (1922-1993)     | CIR puis PS puis DVG     | Maire d'Ugine (1971-1989) |
| 1993                                     | 2015                      | Franck Lombard                     | DVD                      | - Cadre supérieur - Maire d'Ugine depuis 1995 - Vice-président du conseil général                                                                                   |
| Les données manquantes sont à compléter. |                           |                                    |                          | |

### Conseillers d'arrondissement (de 1861 à 1940)
Le canton d'Ugine avait deux conseillers d'arrondissement.
| Période                                  | Période      | Identité                     | Étiquette          | Qualité |
| ---------------------------------------- | ------------ | ---------------------------- | ------------------ | --- |
| 1861                                     |              | François Marin               |                    | Notaire |
| 1861                                     |              | Auguste Mollier              |                    | Géomètre |
|                                          |              |                              |                    | |
| 1871                                     |              | Jean Joseph Geny             |                    | Propriétaire à Ugine, suppléant du juge de paix                                                             |
| 1871                                     |              | Luc Neyre                    |                    | Propriétaire, maire de Flumet                                                                               |
|                                          |              |                              |                    | |
| 1910                                     | 1919         | André Pringolliet            | USR-SFIO           | Négociant, agriculteur, maire d'Ugine (1908-1941)                                                           |
|                                          |              |                              |                    | |
|                                          | 1924 (décès) | Joseph Pétel (1867-1924)     |                    | Employé de commerce à Ugine                                                                                 |
| 1922                                     | 1928         | Alphonse Châtellard          | Radical            | Maire de Notre-Dame-de-Bellecombe                                                                           |
| 1924                                     | 1928         | François Jarsuel (1858-1953) | Bloc des gauches   | Ancien percepteur à Ugine                                                                                   |
| 1928                                     | 1940         | Jean Pettex                  | Radical            | Maire de Saint-Nicolas-la-Chapelle                                                                          |
| 1928                                     | 1934         | Jean Burnet                  | Républicain modéré | Maire de Héry-sur-Ugine                                                                                     |
| 1934                                     | 1940         | Joseph Garzon (1880-1956)    | PSdF               | Adjoint au maire d'Ugine                                                                                    |
| 1940                                     |              |                              |                    | Les conseils d'arrondissement ont été suspendus par la loi du 12 octobre 1940 et n'ont jamais été réactivés |
| Les données manquantes sont à compléter. |              |                              |                    | |

### Conseillers départementaux (depuis 2015)
| Période élective | Période élective | Mandat | Mandat   | Identité        | Nuance | Nuance | Qualité |
| ---------------- | ---------------- | ------ | -------- | --------------- | ------ | ------ | --- |
| 2015             | 2021             | 2015   | 2021     | Annick Cressens |        | MoDem  | Médecin territorial Maire de Beaufort (2008-2020) Conseillère départementale déléguée au développement durable et à l'aménagement numérique                                        |
| 2015             | 2021             | 2015   | 2021     | Franck Lombard  |        | DVD    | Cadre supérieur Maire d'Ugine Président de la communauté d'agglomération Arlysère depuis 2017 Premier vice-président du conseil départemental (Tourisme et stratégie territoriale) |
| 2021             | 2028             | 2021   | en cours | Annick Cressens |        | MoDem  | Conseillère sortante |
| 2021             | 2028             | 2021   | en cours | Franck Lombard  |        | DVD    | Premier vice-président |

### Résultats détaillés

#### Élections de mars 2015
Lors des élections départementales de 2015, le binôme composé de Annick Cressens (MoDem) et Franck Lombard (DVD) est élu au premier tour avec 54,36 % des suffrages exprimés, devant le binôme composé de Robert Bonnet Ligeon et Nicole Charnay (FN) (25,18 %). Le taux de participation est de 51,12 % (6 957 votants sur 13 609 inscrits) contre 48,82 % au niveau départemental et 50,17 % au niveau national.

#### Élections de juin 2021
Le premier tour des élections départementales de 2021 est marqué par un très faible taux de participation (33,26 % au niveau national). Dans le canton d'Ugine, ce taux de participation est de 33,88 % (4 758 votants sur 14 045 inscrits) contre 33,57 % au niveau départemental. À l'issue de ce premier tour, deux binômes sont en ballottage : Annick Cressens et Franck Lombard (Divers, 56,42 %) et Lise Alleyron-Biron et Benjamin Bonniot--Bouchet (PCF, 24,31 %).
Le second tour des élections est marqué une nouvelle fois par une abstention massive équivalente au premier tour. Les taux de participation sont de 34,36 % au niveau national, 33 % dans le département et 33,01 % dans le canton d'Ugine. Annick Cressens et Franck Lombard (Divers) sont élus avec 68,36 % des suffrages exprimés (2 956 voix pour 4 637 votants et 14 047 inscrits),,.

## Composition

### Composition avant 2015

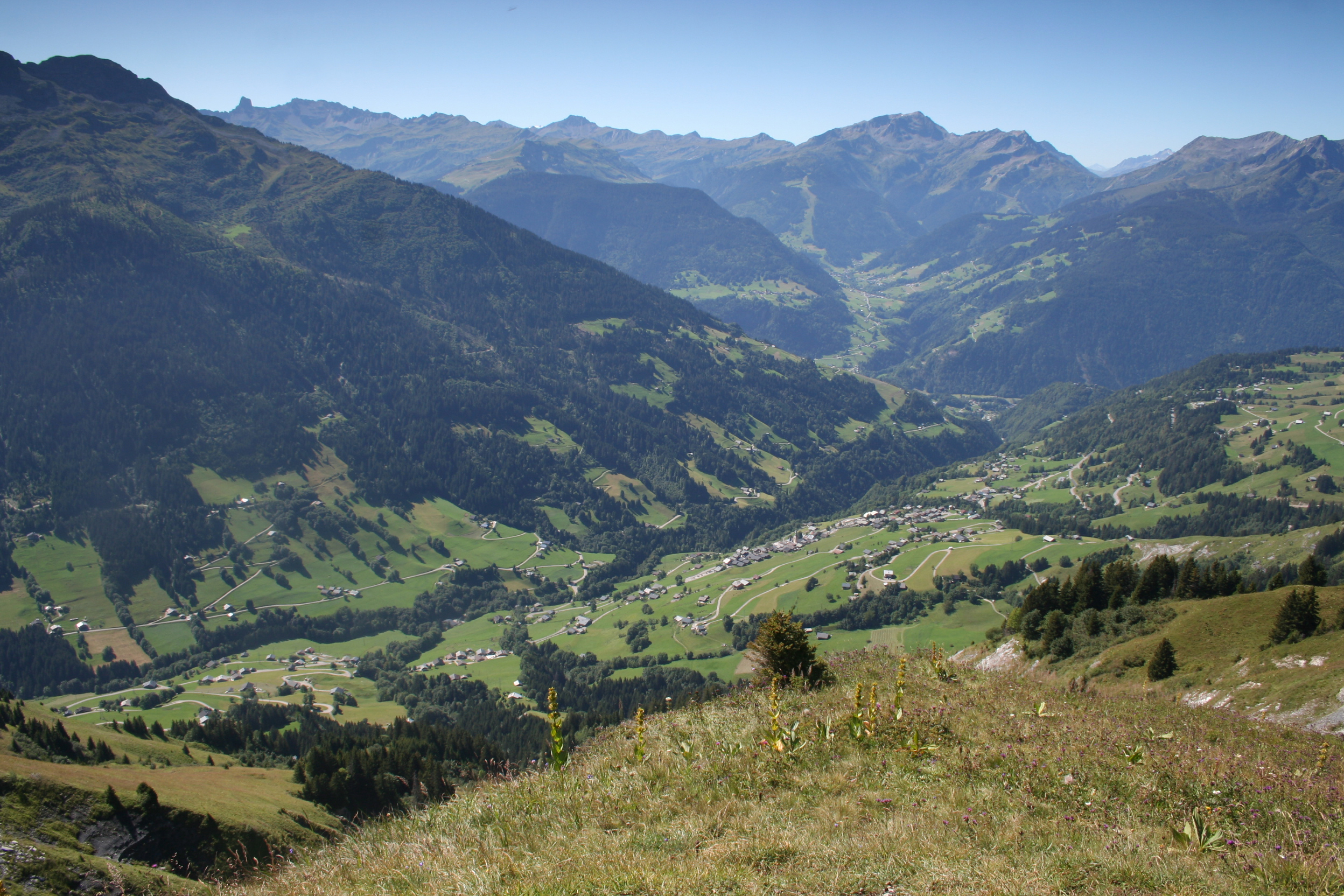
Panorama du Beaufortain à Hauteluce.

Le canton d'Ugine regroupait huit communes.
| Nom                       | Code Insee | Codepostal  | Superficie (km2) | Population (dernière pop. légale) | Densité (hab./km2) |
| ------------------------- | ---------- | ----------- | ---------------- | --------------------------------- | ------------------ |
| Ugine (chef-lieu)         | 73303      | 73400       | 57,36            | 7 043 (2012)                      | 123                |
| Cohennoz                  | 73088      | 73400 73590 | 13,78            | 152 (2012)                        | 11                 |
| Crest-Voland              | 73094      | 73590       | 9,96             | 390 (2012)                        | 39                 |
| Flumet                    | 73114      | 73590       | 17,15            | 821 (2012)                        | 48                 |
| La Giettaz                | 73123      | 73590       | 35,20            | 431 (2012)                        | 12                 |
| Marthod                   | 73153      | 73400       | 14,78            | 1 381 (2012)                      | 93                 |
| Notre-Dame-de-Bellecombe  | 73186      | 73590       | 21,45            | 494 (2012)                        | 23                 |
| Saint-Nicolas-la-Chapelle | 73262      | 73590       | 23,63            | 423 (2012)                        | 18                 |

### Composition depuis 2015
Depuis 2015, le canton d'Ugine regroupe seize communes entières.
| Nom                           | Code Insee | Intercommunalité | Superficie (km2) | Population (dernière pop. légale) | Densité (hab./km2) | Modifier                                    |
| ----------------------------- | ---------- | ---------------- | ---------------- | --------------------------------- | ------------------ | ------------------------------------------- |
| Ugine (bureau centralisateur) | 73303      | CA Arlysère      | 57,36            | 7 162 (2022)                      | 125                | modifier les données · modifier les données |
| Beaufort                      | 73034      | CA Arlysère      | 149,53           | 1 994 (2022)                      | 13                 | modifier les données · modifier les données |
| Césarches                     | 73061      | CA Arlysère      | 2,90             | 431 (2022)                        | 149                | modifier les données · modifier les données |
| Cohennoz                      | 73088      | CA Arlysère      | 13,78            | 140 (2022)                        | 10                 | modifier les données · modifier les données |
| Crest-Voland                  | 73094      | CA Arlysère      | 9,96             | 338 (2022)                        | 34                 | modifier les données · modifier les données |
| Flumet                        | 73114      | CA Arlysère      | 17,15            | 798 (2022)                        | 47                 | modifier les données · modifier les données |
| La Giettaz                    | 73123      | CA Arlysère      | 35,20            | 379 (2022)                        | 11                 | modifier les données · modifier les données |
| Hauteluce                     | 73132      | CA Arlysère      | 62,39            | 741 (2022)                        | 12                 | modifier les données · modifier les données |
| Marthod                       | 73153      | CA Arlysère      | 14,78            | 1 342 (2022)                      | 91                 | modifier les données · modifier les données |
| Notre-Dame-de-Bellecombe      | 73186      | CA Arlysère      | 21,45            | 468 (2022)                        | 22                 | modifier les données · modifier les données |
| Pallud                        | 73196      | CA Arlysère      | 5,20             | 792 (2022)                        | 152                | modifier les données · modifier les données |
| Queige                        | 73211      | CA Arlysère      | 32,61            | 901 (2022)                        | 28                 | modifier les données · modifier les données |
| Saint-Nicolas-la-Chapelle     | 73262      | CA Arlysère      | 23,63            | 490 (2022)                        | 21                 | modifier les données · modifier les données |
| Thénésol                      | 73292      | CA Arlysère      | 5,49             | 318 (2022)                        | 58                 | modifier les données · modifier les données |
| Venthon                       | 73308      | CA Arlysère      | 2,50             | 607 (2022)                        | 243                | modifier les données · modifier les données |
| Villard-sur-Doron             | 73317      | CA Arlysère      | 22,21            | 683 (2022)                        | 31                 | modifier les données · modifier les données |
| Canton d'Ugine                | 7319       |                  | 476,14           | 17 584 (2022)                     | 37                 | modifier les données                        |

## Démographie

### Démographie avant 2015
| 1962   | 1968   | 1975   | 1982   | 1990   | 1999   | 2006   | 2011   | 2012   |
| ------ | ------ | ------ | ------ | ------ | ------ | ------ | ------ | ------ |
| 11 150 | 11 280 | 11 413 | 11 023 | 11 198 | 10 980 | 11 143 | 11 180 | 11 135 |

### Démographie depuis 2015
En 2022, le canton comptait 17 584 habitants, en évolution de −0,09 % par rapport à 2016 (Savoie : +3,63 %, France hors Mayotte : +2,11 %).
| 2013   | 2018   | 2022   |
| ------ | ------ | ------ |
| 17 594 | 17 522 | 17 584 |